# Napoléon Bessières
Pour les articles homonymes, voir Bessières.
Pour les autres membres de la famille, voir Famille Bessières.
Napoléon Bessières, né le 2 août 1802 à Paris et mort le 21 juillet 1856 à Arnouville-les-Gonesse en Seine-et-Oise, 2e duc d'Istrie, est un homme politique français du XIXe siècle.

## Biographie
Napoléon Bessières était le fils du maréchal Jean-Baptiste Bessières, duc d'Istrie (1768-1813), qui mourut la veille de la bataille de Lützen, et de Marie-Jeanne Lapeyrière, sœur d'Augustin de Lapeyrière.
Le maréchal, sans fortune, n'avait laissé à sa famille que des dettes. L'Empereur écrivit alors à sa veuve que les enfants du duc d'Istrie « hériteraient de l'affection qu’il portait à leur père », et, en effet, il inscrivit à Sainte-Hélène, sur son testament, le jeune duc d'Istrie pour un don de 100 000 francs.
Louis XVIII a récompensé les services du duc d'Istrie dans la personne de son fils, Napoléon Bessières, duc d'Istrie, créé pair de France le 17 août 1815, pour prendre séance à l'âge prescrit par la charte de 1814, et le titre ducal a été attaché à sa pairie par ordonnance royale du 31 août 1817.
Napoléon Bessières prit place, le 28 juin 1828, à la Chambre des pairs. Il siégea à la Chambre haute sous le gouvernement de Louis-Philippe Ier qu'il soutint de ses votes.
Le duc d'Istrie avait épousé en 1826 avec Mathilde Louise Lagrange (janvier 1809 - Paris † 26 octobre 1873 - no 1, rue François-Ier, Paris VIIIe), fille du général d'Empire Joseph, comte Lagrange (1763 † 1836). Le couple se sépara sans avoir eu d'enfants.
Il était domicilié, en 1851, à Paris au 39, rue Neuve-des-Mathurins.
Par son testament, établit le 30 juin 1853, il fit don au Musée de l'artillerie de deux pièces de canon prises à Medina-del-Rio-Secco, le 14 juillet 1808 ; un sabre arabe avec ses origines, les armes, rapportées par lui, des chevaliers de Saint-Jean-de-Jérusalem.

## Distinctions
- Légion d'honneur :
  - Chevalier (9 janvier 1833), puis,
  - Officier de la Légion d'honneur (22 avril 1844).

### Lients externes
- Ressource relative à la vie publique :   - base Léonore
- « roglo.eu », Jules Le Brun de Plaisance (consulté le 18 avril 2011) ;